# بول غارسون
بول غارسون (بالإنجليزية: Paul Garson)‏ (7 مارس 1946)؛ مصور، صحفي، كاتب سيناريو وروائي أمريكي.